# Louky Bersianik
Lucile Durand, dite Louky Bersianik, née le 14 novembre 1930 à Montréal et morte le 3 décembre 2011 à Montréal, est une romancière, poète et essayiste québécoise. Elle est une précurseure de la féminisation de la langue au Québec. Elle est l'écrivaine de L'Euguélionne, œuvre considérée comme le premier grand roman québécois d'inspiration féministe.

## Biographie
Elle est née le 14 novembre 1930 et morte le 3 décembre 2011 dans la même ville,.

### Enfance et études
Son père est professeur à l'École normale Jacques-Cartier de Montréal.
Elle est envoyée au couvent, où elle découvre sa passion pour l'écriture, étant obligée d'écrire à ses parents chaque dimanche. Plus tard, elle intègre le Collège Jésus-Marie pour faire ses études classiques et y apprendre les belles-lettres, la rhétorique et la philosophie.
Elle écrit son premier poème à neuf ans lors de la naissance de sa sœur Françoise.
Elle raconte que son féminisme lui vient de sa mère, qui l'encourage à poursuivre ses études et qui se révolte des injustices faites à ses filles, même si à l'époque elle n'utilisait pas le mot féminisme.
En 1952, Louky Bersianik obtient son diplôme de maîtrise en lettres françaises sur Bernanos à l’Université de Montréal. Elle commence également un doctorat à la Sorbonne, puis abandonne le programme, son sujet de thèse se rapprochant davantage du roman que de la recherche.

### Carrière
Dans les années soixante, Lucile Durand écrit pour la radio afin de gagner sa vie. Ses contes sont mis en voix et musique par son conjoint Jean Letarte et Robert Gadouas pour l'émission La boîte à merveilles. Elle rédige aussi pour CBC ainsi que pour l'émission Femme d'aujourd'hui.
En 1979, Louky Bersianik passe une année sur l’île de Crète pour écrire Le Pique-nique sur l’Acropole, une œuvre qui fait réapparaître le négatif féminin de l'histoire de la pensée et qui replace l'amour, la sensualité, la vulnérabilité, la réciprocité au cœur des préoccupations philosophiques.
Au total, l’auteure pond une œuvre littéraire marquée par le mélange des genres (essai, poésie, science-fiction, psychanalyse, etc.) et l’utilisation de l’ironie. Elle est également une précurseure de la féminisation de la langue au Québec.
Elle a également écrit pour Richard Séguin les paroles d'un disque, Trace et contraste, qui obtient en 1981 le « premier prix du disque » à  Spa et le Prix de la meilleure chanson de l'année à Antibes, pour Chanson pour durer toujours. Elle écrit également des textes pour la radio, la télévision et le cinéma et collabore à plusieurs revues.
Au fil de sa carrière s’étendant sur cinq décennies, en plus de ses livres — dont certains ont été traduits en plusieurs langues —, l’écrivaine collabore à une douzaine d’ouvrages collectifs et signe de nombreuses contributions pour divers périodiques tels que la revue Liberté et le quotidien Le Devoir.
Enfin, elle a fait paraître quatre ouvrages de littérature jeunesse, tous signés de son nom de baptême, Lucile Durand.

### Pseudonyme
Le pseudonyme de Lucile Durand, Louky Bersianik, vient d'une démarche féministe de réappropriation de son identité. Six ans après la publication de L'Euguélionne, premier livre qu'elle signe du nom de Louky Bersianik, elle revient sur les raisons de son choix :

« Louky, c'est un surnom que mon mari m'a donné dès le début de nos relations. Même ma famille m'appelle Louky qu'elle préfère à Lucile. Quant à mon nom de famille, Durand, il était associé à mes livres pour enfants, et puis c'était le nom de mon père, pas le mien. Dans L'Euguélionne, il y a une quête d'identité très accentuée chez un de mes personnages [Omicronne] qui cherche le nom qu'elle portait avant son mariage. J'avais pensé prendre le nom de ma mère : Bissonnet, mais là encore c'était un nom d'homme puisque c'était le nom de son père. Je me suis demandé: « Y a-t-il quelque part le nom d'une femme ?» Il n'y en a pas, dans aucune généalogie. C'est tout le temps le nom du père (le «signifiant fondamental»!). J'ai donc décidé de me donner un nom et pour qu'il soit bien à moi, de me l'inventer. De cette façon, je suis seule à le porter. »

### L'Euguélionneet le féminisme
L'Euguélionne, publié en 1976, devient un classique des lettres québécoises. Triptyque ambitieux, sorte de bible rabelaisienne révolutionnaire, il est considéré comme le premier grand roman québécois d'inspiration féministe, fondateur d'une tradition littéraire importante. Il raconte le voyage d'une extraterrestre géante qui observe et commente la vie des femmes sur Terre. Il mêle tous les genres littéraires (manifeste, poésie, science-fiction, etc.) et offre une importante réflexion sur la forme, sur la langue, notamment sur le sexisme de la langue française et les moyens de le dépasser. Ce livre a été édité par Hubert Aquin. Longtemps indisponible, il est réédité d'abord en 1985 chez Stanké, puis en 2012 chez Typo.
À travers son œuvre, elle explore plusieurs thèmes chers au féminisme, dont la sexualité féminine, la violence faite aux femmes,. Elle use abondamment dans son œuvre de procédés tels que la parodie, une approche à l'époque jugée comme audacieuse pour une écrivaine. À cet égard, l’une de ses boutades célèbres, tirée de son roman L’Euguélionne est : « si une femme a du génie, on dit qu'elle est folle. Si un homme est fou, on dit qu'il a du génie ».
Selon l’écrivaine Nicole Brossard, le langage est le véhicule principal du féminisme de Louky Bersianik. Par exemple, l’écrivaine use dans son œuvre de jeux de mots pour provoquer le rire et ainsi démontrer l’absurdité de ce qu’elle considère comme la pensée et la société patriarcales. De plus, elle féminise la langue française dans ses textes, en écrivant « écrivaine » plutôt « qu’écrivain », une pratique nouvelle dans le Québec des années 1970,.
Sa pensée dite radicale est en évolution au fil de ses publications et s’inscrit dans le courant féministe dit de deuxième vague. Au Québec, ce courant se caractérise notamment par l’expression d’une acrimonie à l’endroit des phénomènes religieux et du domaine de la foi, de même qu’une conception traditionaliste de ce que constitue le féminin, soit en fonction des parties génitales des personnes et de l’identité de genre assignée à la naissance.
Par ailleurs, dans la perspective théorique du féminisme de la deuxième vague, les femmes ne font qu’une dans un combat commun pour l’égalité, sans prise en compte des différences particulières de chacune (autochtone, immigrante, racisée, handicapée, etc.).

### Influence
La librairie féministe L'Euguélionne, fondée en 2016 sur la rue Beaudry à Montréal, rend hommage par son nom à la contribution de Bersianik.
Le documentaire Les terribles vivantes, réalisé par Dorothy Todd Hénaut en 1986, lui est partiellement consacré.

## Œuvres

### Romans
- L'Euguélionne, Montréal, La Presse, 1976, 399 p. (ISBN 077770126X et 9780777701263)
  - L'Euguélionne, Paris, Hachette-Littérature, 1978
  - L'Euguélionne (comprend des extraits de la critique et un texte inédit de l'auteure : « Un roman qui n'en est pas un »), Montréal, Stanké, 1985, 412 p. (ISBN 978-2-89295-373-2)

- L'Euguélionne, Montréal, Typo, 2012, 736 p. (ISBN 978-2-89295-373-2)
  - Le Pique-nique sur l’Acropole (préf. Claudine Potvin), Montréal, L'Hexagone, 1992, 238 p. (ISBN 2892950805)
- Permafrost, Montréal, Leméac, 1999, 182 p. (ISBN 9782760931954 et 2760931951)
- Eremo (suite posthume de Permafrost), Montréal, Remue-ménage, 2019, 133 p. (ISBN 9782890916579 et 289091657X)

### Poésie
- La page de garde (gravures de Lucie Laporte), Saint-Jacques-le-Mineur, Éditions de la Maison, 1978, 6 p.
- Maternative : les Pré-Ancyl, Montréal, VLB éditeur, 1980, 157 p. (ISBN 2890050386)
- Au Beau milieu de moi (photographies de Kèro), Montréal, Éditions Nouvelle Optique, 1983, 85 p. (ISBN 2890170586 et 9782890170582)
- Axes et eau (dessins de Francine Simonin), Montréal, VLB éditeur, 1984, 231 p. (ISBN 2890052001 et 9782890052000)
- Kerameikos (dessins de Graham Cantieni), Saint-Lambert, Le Noroît, 1987, 120 p. (ISBN 2890181588 et 9782890181588)

### Essais
- Les Agénésies du vieux monde, Montréal, l'Intégrale éditrice, 1982, 24 p. (ISBN 2920353012 et 9782920353015)
- La main tranchante du symbole, Montréal, Remue-ménage, 1990, 280 p. (ISBN 2890910997 et 9782890910997)
- L'écriture, c'est les cris (entretiens avec France Théoret), Montréal, Remue-ménage, 2014, 280 p. (ISBN 2890910997 et 9782890910997)

### Livre jeunesse
- Lucile Durand (ill. Jean Letarte), Koumic le petit esquimau, Montréal, Éditions du Centre de Psychologie et de Pédagogie de Montréal, 1964, 48 p.
- Lucile Durand (ill. Jean Letarte), Le Cordonnier Pamphile mille-pattes, Montréal, Éditions du Centre de Psychologie et de Pédagogie de Montréal, 1964, 62 p.
- Lucile Durand (ill. Jean Letarte), La Montagne et l'escargot, Montréal, Éditions du Centre de Psychologie et de Pédagogie de Montréal, 1956, 59 p.
- Lucile Durand (ill. Jean Letarte), Togo apprenti-remorqueur, Montréal, Éditions du Centre de Psychologie et de Pédagogie de Montréal, 1966, 79 p.

### Théâtre
- Les Thesmophories d'Aristophane, ou Un espion à l'assemblée des femmes, adaptation libre de Louky Bersianik, pièce jouée à l'UQAM, décembre 1985 : Mise en scène de Luce Guilbeault.
- Une histoire sans orthographe, texte dit par Johanne Fontaine au Théâtre expérimental des femmes, dans le cadre du 4e Festival de Création de Femmes : « L'érotisme », Montréal, 1986.
- Je vous salue Marie, mère porteuse, monologue dit par l'auteure, Foire internationale du livre féministe, Montréal, 1988. (Aussi présenté aux Cinquante Heures du féminisme, dans le cadre du cinquantième anniversaire du droit de vote des femmes, Montréal, avril 1990.)

### Anthologies
- Ouvrage de dame, dans les Œuvres de création et le français au Québec, Actes du congrès Langue et Société au Québec, Tome III , Éditeur officiel du Québec, 1984, p. 219-230. Textes colligés et présentés par Irène Belleau et Gilles Dorion.
- L'archéologie du futur, recueil d'extraits de cinq ouvrages (préface de France Théoret), Montréal, Sisyphe, Collection Contrepoint, 2007, 135 p.  (ISBN 978-2-923456-08-9)

## Prix et honneurs
- 1966 : lauréate du Prix de la Province de Québec, pour Togo apprenti-remorqueur[11]
- 1981 : lauréate du Premier prix du disque, à Spa, pour les paroles d’un disque mises en musique et chantées par Richard Séguin, « Trace et contraste »[11]
- 1981 : lauréate du Prix de la meilleure chanson de l’année, à Antibes, pour « Chanson pour durer toujours »[11]
- 1997 : lauréate du Prix du Gouverneur général, pour la version anglaise de L'Euguélionne